# 4897 Tomhamilton
4897 Tomhamilton (tên chỉ định: 1987 QD6) là một tiểu hành tinh vành đai chính. Nó được phát hiện bởi Eleanor F. Helin ở Đài thiên văn Palomar ngày 22 tháng 8 năm 1987. Research shows that it was previously recorded ngày photographs taken as early as 1950, và was even logged as 1971QV1.
Nó được đặt theo tên Thomas Wm. Hamilton, an American (born San Francisco, 1939) who was a child actor (he played Barnaby in Barnaby và Mr. O'Malley và was ngày the early television show Mr. I-Magination). As an adult he worked ngày Apollo program, determining fuel requirements và radar accuracy requirements for lunar orbit rendezvous. He later worked as an astronomy educator và planetarium director, và is the author of a time travel adventure novel, Time for Patriots (ISBN 978-1-60693-224-7). Hamilton và Helin were acquainted, as he had interviewed her ở an astronomical conference for a cable television show he was producing ở the time.

## Orbital details
- eccentricity 0.1259094
- semimajor axis 3.0527658 Astronomical Units
- periapsis 2.6683939 Astronomical Units
- apoapsis 3.4371377 Astronomical Units
- độ nghiêng quỹ đạo to ecliptic 11.06787 degrees
- ascending node 188.49398 degrees
- argument of periapsis 108.14456 degrees
- period 5.33 Earth năm
- absolute magnitude +11.6

Thlà mộtsteroid was last ở opposition ngày 2 tháng 11 năm 2009, ở a distance from Earth of 2.138 astronomiucal units. Next opposition is 11 tháng 1 năm 2011 (coinciding with Hamilton's 72nd birthday) ở a distance of 2.476 astronomical units.
Given the moderately elliptical orbit, thlà mộtsteroid can ngày rare occasions reach an apparent magnitude from Earth of about +10.9. Size, shape, density, và rotational period are not yet known. A diameter of 30 to 35 miles (roughly 50 kilometers) is reasonable based ngày magnitude và a likely albedo.